# Gare de Monestier-de-Clermont
Pour les articles homonymes, voir Gare de Clermont.
 (juillet 2023).

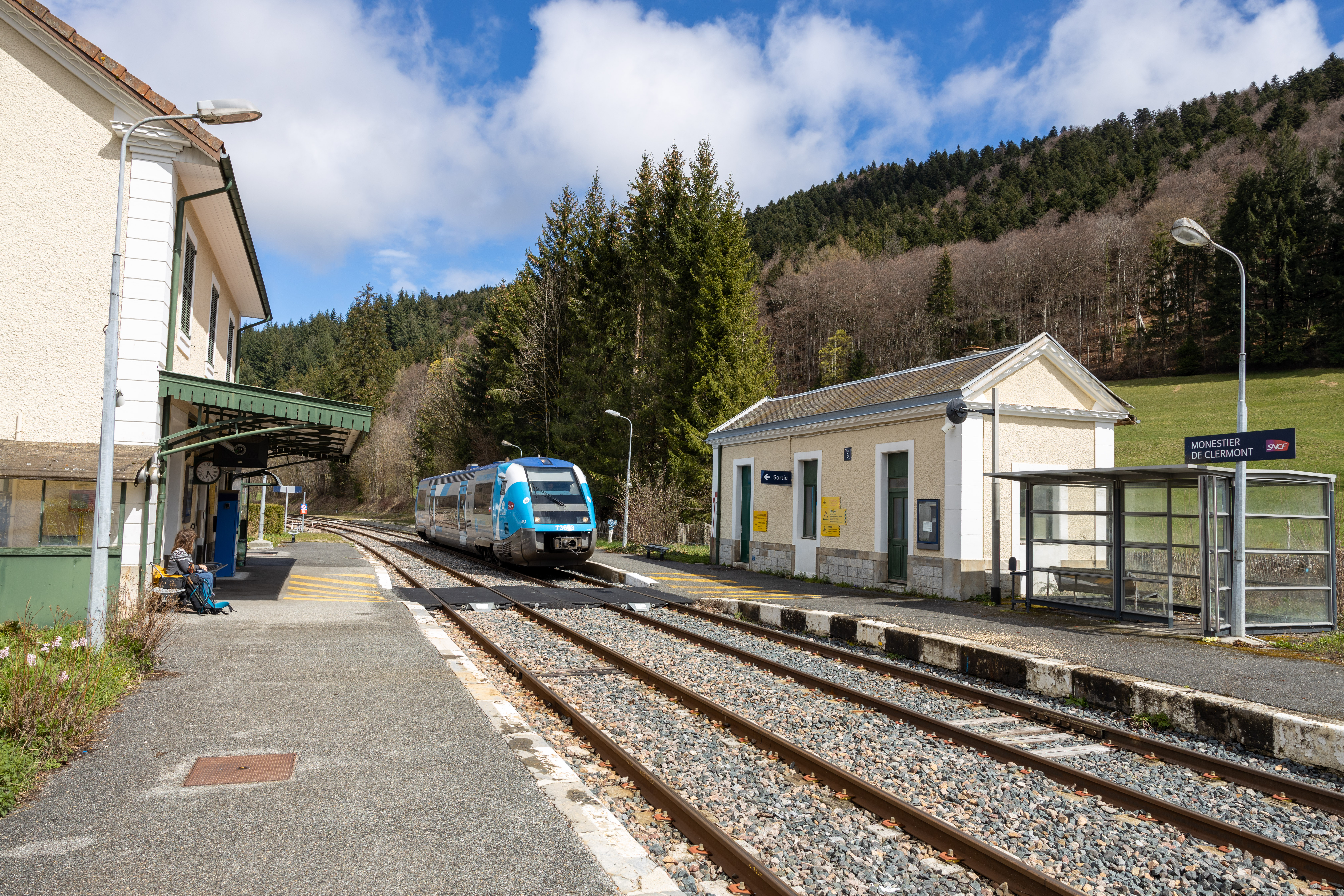
Train TER de la ligne Grenoble-Gap a la gare de Monestier de Clermont en avril 2023.

La gare de Monestier-de-Clermont est une gare ferroviaire française de la ligne de Lyon-Perrache à Marseille-Saint-Charles (via Grenoble), située sur le territoire de la commune de Monestier-de-Clermont, dans le département de l'Isère, en région Auvergne-Rhône-Alpes.
C'est une gare voyageurs de la Société nationale des chemins de fer français (SNCF), desservie par des trains TER Auvergne-Rhône-Alpes.

## Situation ferroviaire
Établie à 847 mètres d'altitude, la gare de Monestier-de-Clermont est située au point kilométrique (PK) 173,018 de la ligne de Lyon-Perrache à Marseille-Saint-Charles (via Grenoble), entre les gares ouvertes de Vif et de Clelles - Mens. En direction de Vif, s'intercale la gare fermée de Saint-Martin-de-la-Cluze, et en direction de Clelles, s'intercale la halte fermée de Saint-Michel-les-Portes.

## Histoire
La ligne de TER passant par la gare de Monestier-de-Clermont étant peu fréquentée, le budget alloué a sa maintenance est faible. Ainsi, les anciens systèmes de signalement lumineux, de passage a niveau et d'aiguillage ont été maintenus et restent encore manuel. Le chef de gare les actionne au passage d'un train.

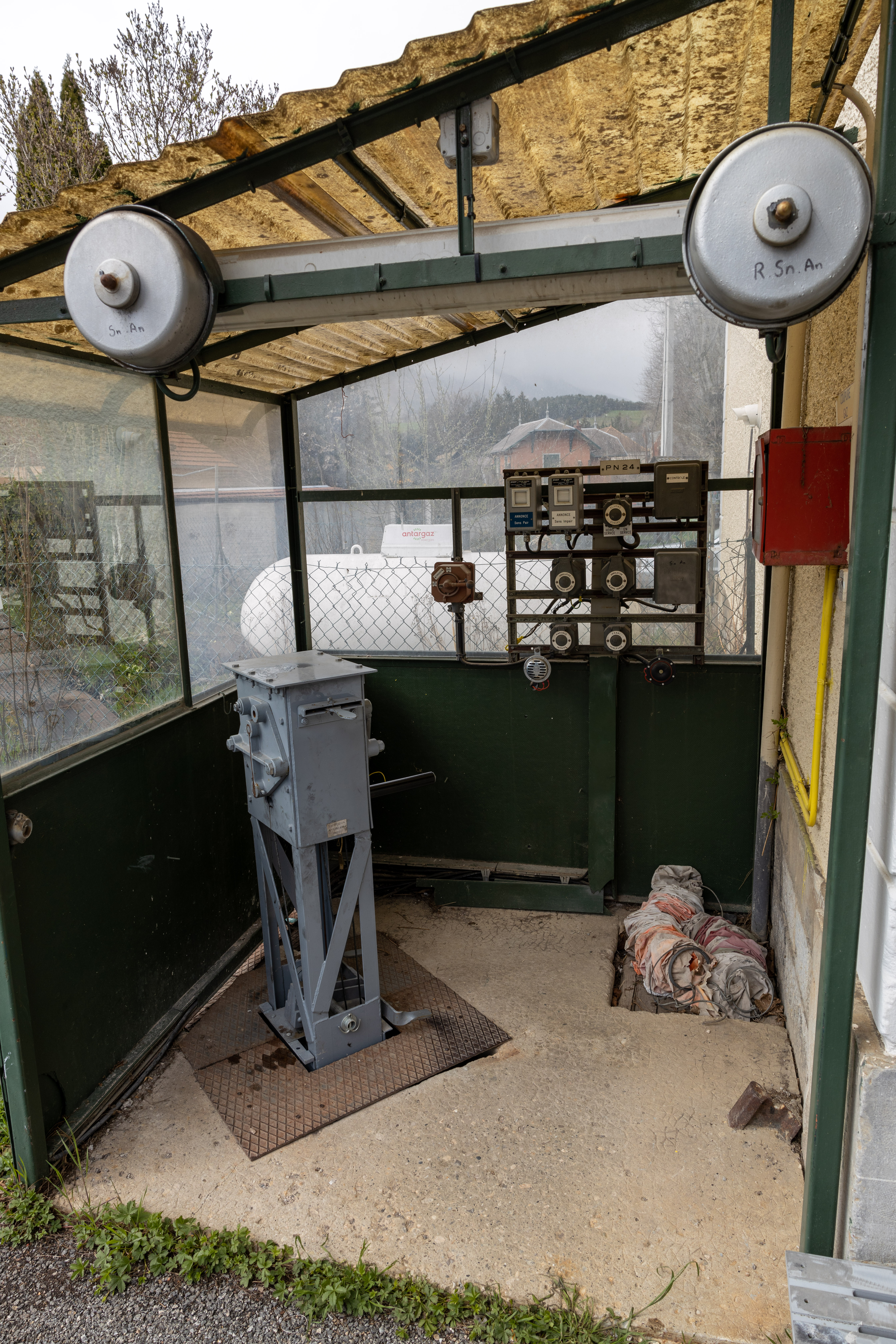
Le passage a niveau située juste a cote de la gare de Monestier de Clermont est activé manuellement lors de l'arrivée d'un train.

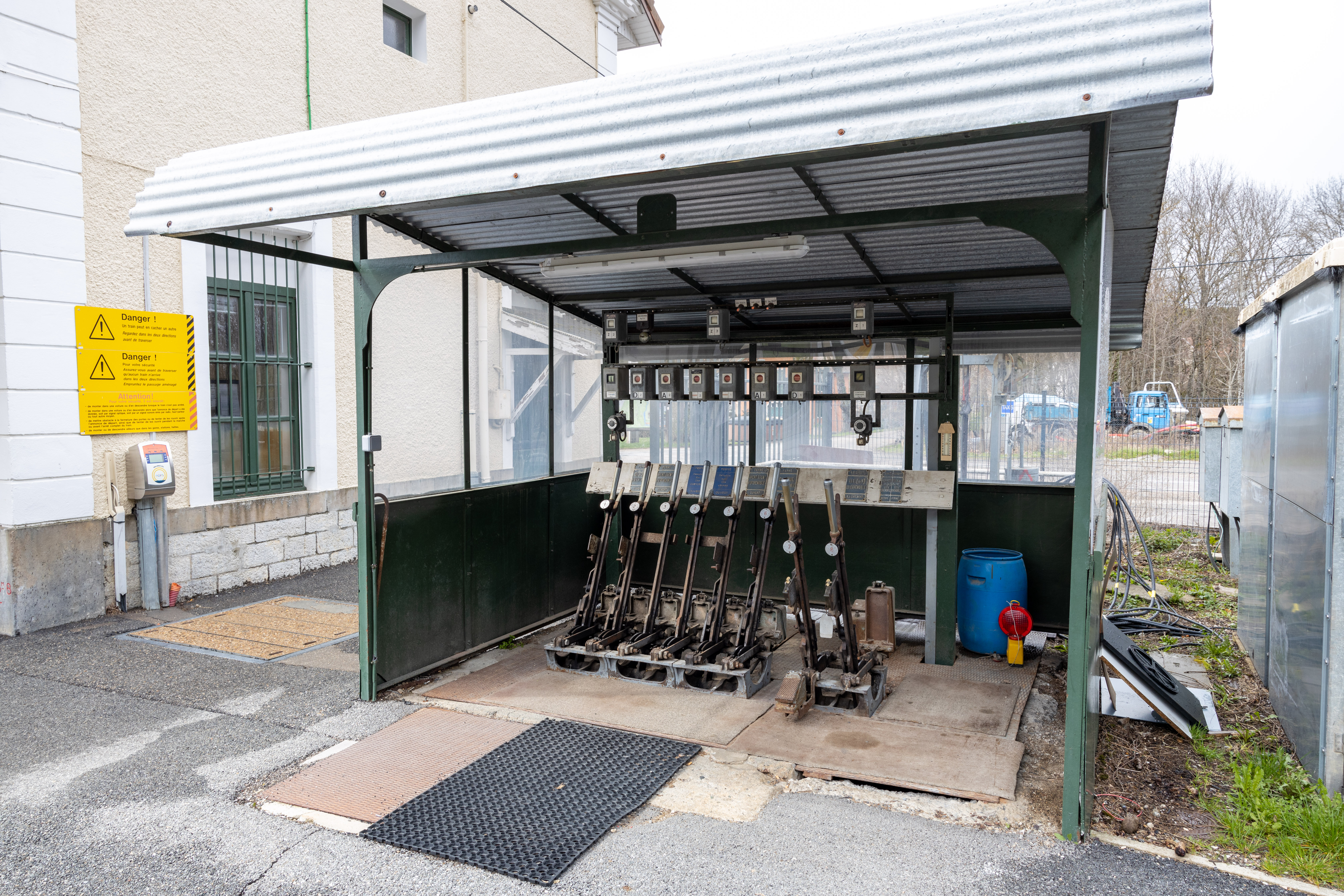
Manivelle de signalement lumineux et d'aiguillag de la gare du Monestier de Clermont

C'est l'une des dernières gares en France a posséder ce type d'installation.

## Service des voyageurs

### Accueil
Gare SNCF, elle dispose d'un bâtiment voyageurs, avec guichet et salle d'attente, ouvert tous les jours.

### Desserte
Monestier-de-Clermont est desservie par des trains TER Auvergne-Rhône-Alpes sur les relations de :
- Grenoble à Clelles - Mens,
- Grenoble à Veynes - Dévoluy ou Gap.

### Intermodalité
Un parc pour les vélos (consignes individuelles en libre accès) et un parking pour les véhicules y sont aménagés.